# علی‌اکبر آهکی
علی‌اکبر آهکی (زاده ۱۴ فروردین ۱۳۷۲) بازیکن فوتبال اهل ایران است.